# Whiteïta-(MnMnMn)
La whiteïta-(MnMnMn) és un mineral de la classe dels fosfats que pertany al grup de la whiteïta.

## Característiques
La whiteïta-(MnMnMn) és un fosfat de fórmula química Mn²⁺Mn²⁺Mn²⁺₂Al₂(PO₄)₄(OH)₂(H₂O)₈. Va ser aprovada com a espècie vàlida per l'Associació Mineralògica Internacional l'any 2021, sent publicada en el mes d'octubre del mateix any. Cristal·litza en el sistema monoclínic.
Les mostres que van servir per a determinar l'espècie, el que es coneix com a material tipus, es troben conservades a les col·leccions mineralògiques del Museu d'Història Natural del Comtat de Los Angeles, a Los Angeles (Califòrnia) amb els números de catàleg: 74374, 76149, 76150 i 76151.

## Formació i jaciments
Va ser descoberta a la mina Foote Lithium Co., situada al districte miner de Kings Mountain, dins comtat de Cleveland (Carolina del Nord, Estats Units). També ha estat descrita a la pedrera Chandlers Mill, a la localitat de Newport del comtat de Sullivan (Nou Hampshire, Estats Units). Aquests dos indrets són els únics de tot el planeta on ha estat descrita aquesta espècie mineral.